# 圣儒利亚纳堂 (卡塔尼亚)
37°30′15.7″N 15°5′6.4″E / 37.504361°N 15.085111°E

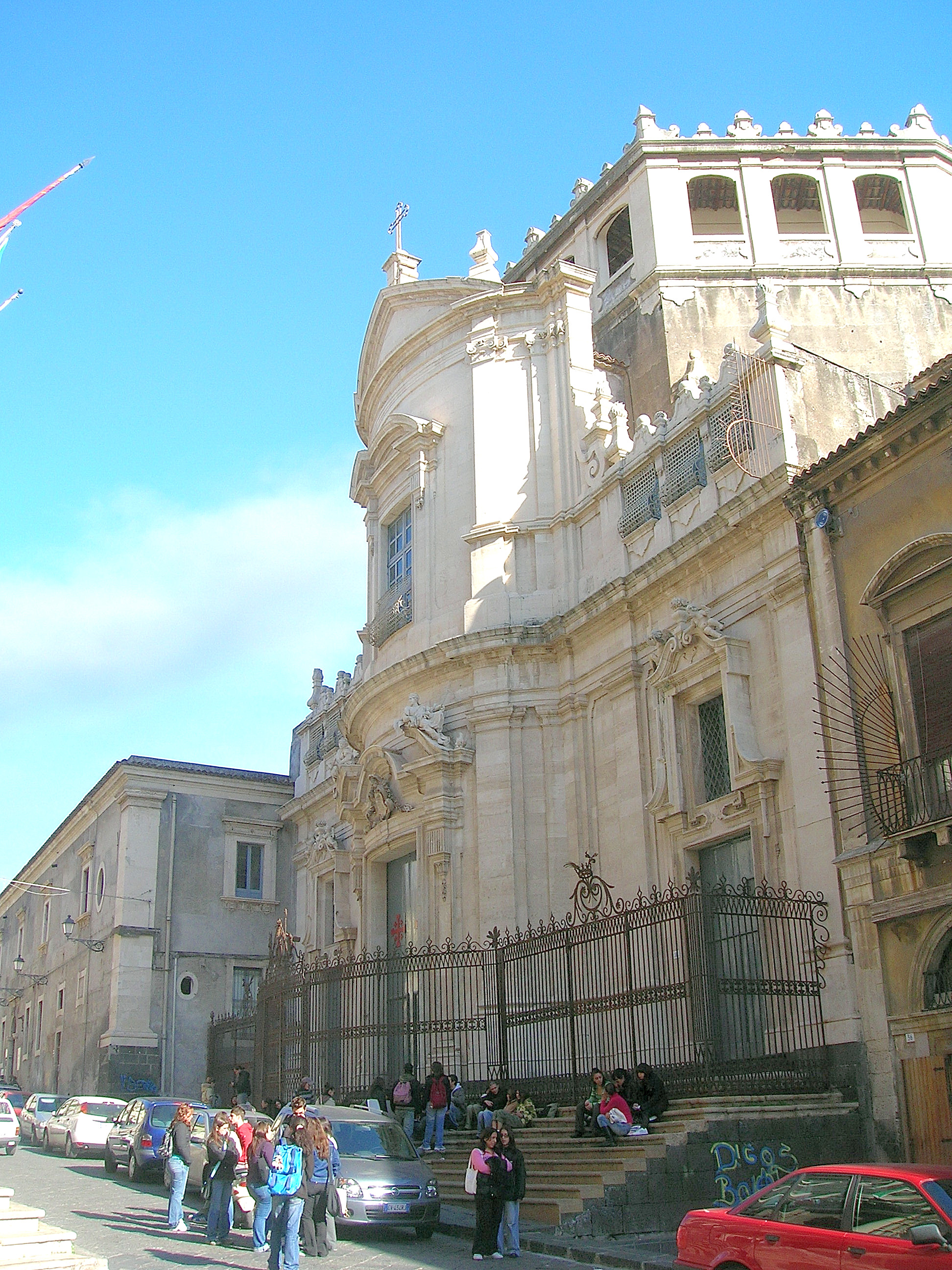
圣儒利亚纳堂

圣儒利亚纳堂（Chiesa di San Giuliano）位于卡塔尼亚的克罗奇费里街（via dei Crociferi），耶稣会学院前。其立面外凸，赋予罕见的优雅外观，并由铁门包围。内部为八角形平面，巨大穹顶的彩色窗户，为画家Giuseppe Rapisardi的作品。
正祭台用彩色大理石和镀金青铜建造。顶部是十四世纪的十架苦像和圣体匣。
在其他的祭台可以欣赏Olivio Sozzi, Pietro Abbadessa的作品，以及十八世纪匿名作者的《圣儒利亚纳》。